# 釜屋忠道
釜屋 忠道（かまや ちゅうどう、1862年11月4日（文久2年9月13日） - 1939年（昭和14年）1月19日）は、日本の海軍軍人。手旗信号の改良で功績があり、日清戦争では第一遊撃隊参謀、日露戦争では「龍田」「佐渡丸」の艦長として歴戦した海軍中将である。旧名は源五郎。

## 生涯

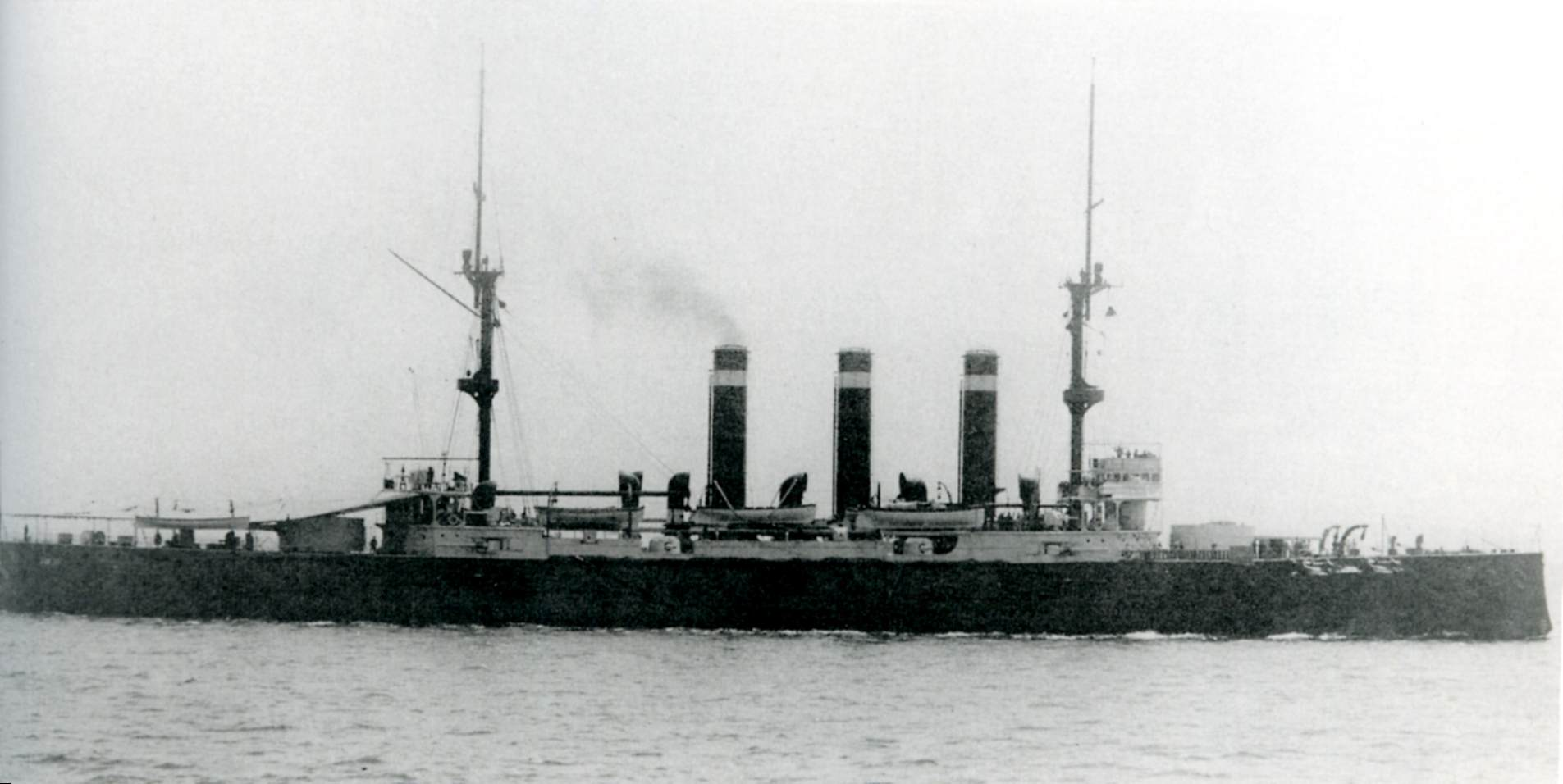
釜屋が回航委員を務め、のちに艦長となる出雲

### 略歴
幕末の米沢に生まれる。海軍兵学校11期を26名中15番で卒業した。村上格一、川島令次郎らが同期生である。米沢では小森沢長政の影響があり、山下源太郎（10期）、上泉徳弥（12期）、黒井悌次郎（13期）、千坂智次郎（14期）、釜屋の弟である釜屋六郎（14期、のち中将）などの海兵進学が続き、のちに米沢の海軍と呼ばれることとなる。
釜屋は水雷練習所の教官や、水雷団長などを務めた水雷を専門とする士官であった。1889年（明治22年）、「扶桑」乗組み少尉であった釜屋は、有馬良橘が手旗信号の改良を図っていることを知り、さらなる改善に成功した。
1894年（明治27年）6月、常備艦隊参謀となる。日清戦争を目前とした時期であり、司令長官は伊東祐亨であった。7月には日本海軍史上最初の連合艦隊が編成され、釜屋は中村静嘉とともに第一遊撃隊の参謀へ異動となった。司令官・坪井航三を補佐して、豊島沖海戦、黄海海戦を戦い、功五級に叙されている。戦後は「出雲」回航委員や軍艦の副長職を務め、「龍田」艦長に就任。日露戦争開戦を迎え、日本海海戦では仮装巡洋艦「佐渡丸」艦長として戦った。
その後は4艦の艦長、大湊要港部参謀長などを経て、1910年（明治43年）12月、少将へ昇進。鎮守府参謀長や馬公要港部司令官などを経て、1914年（大正3年）、中将に進級し翌年予備役となった。

### 手旗信号の改良

手旗信号では最初にこの形をつくり

次いでこの形をなすことで「ア」となる

有馬良橘は、従前の手旗信号から片仮名五十音を用いる新たな手旗信号を開発する実験研究を行っていた。釜屋はこれを見て片仮名の字画を利用することで、「最簡便ナル」手旗信号の開発に成功する。釜屋は生家付近にあった木場で働く人夫たちが用いる「笠信号」に興味を持っており、これを利用した信号方法の開発を考えていたのである。
両人によって開発された手旗信号は、1889年（明治22年）に海軍に、4年後には陸軍に導入され、日清戦争で機能した。なお手旗信号は日本海軍軍人の全てが習得を要求された技能である。

### 日露戦争
1904年（明治37年）5月15日、釜屋が艦長を務める通報艦「龍田」は、第一戦隊司令官梨羽時起に率いられ、ロシア太平洋艦隊封鎖のため、旅順港外の警戒にあたった。僚艦は「初瀬」、「八島」、「敷島」、「笠置」であったが、「初瀬」、「八島」は「アムール」が敷設した機雷に触雷し沈没する。釜屋は「初瀬」乗員の救助、及び出撃したロシア駆逐艦の撃退を行った。「初瀬」の戦死者は452名、「龍田」が救助した人数は、梨羽司令官をはじめ214名である。ロシア海軍潜水艇による攻撃という懸念もある中での釜屋の活動を、伊藤正徳は「大童の活躍」と評している。しかしこの作戦行動からの帰途、「龍田」は霧が原因で座礁する。この離礁作業は三浦功の指導の下に成功。「龍田」は横須賀海軍工廠で修理を受け、9月上旬に復帰。旅順港の封鎖作戦に従事し、翌1905年（明治38年）1月の旅順要塞陥落をもって帰還した。なお「初瀬」の乗員救助にあたった釜屋の措置について、海軍中央には救助よりも「龍田」の保全を優先すべきであったとの意見を持つものいた。この意見には一部誤伝に基づいたものもあり、釜屋は司令官の指示に従ったこと、「龍田」はすでに機雷が爆発した地点に留まったこと（救助には端舟、伝馬船を使用）、離脱には「敷島」の通過した航路を選んだと説明している。
釜屋は仮装巡洋艦「佐渡丸」艦長に転じ、日本海海戦に参戦する。1905年（明治38年）5月23日、バルチック艦隊の対馬海峡通過に備え、哨戒の任に就いていた「佐渡丸」は『タタタ 地点一八三』とバルチック艦隊の発見を報じ、連合艦隊は鎮海湾を出撃した。しかしこれは誤りで同じく哨戒についていた第3戦隊を誤認したものであった。5月27日、「佐渡丸」は中央線を担当していたが、バルチック艦隊は右幹線を担当した「信濃丸」に発見された。「佐渡丸」は日本海海戦において、沈没に瀕した「ナヒーモフ」を発見。既に乗員は離艦しつつあり、「不知火」が救助作業を行っていた。釜屋は「佐渡丸」を「不知火」に接舷させてロシア海軍将兵を移乗させるとともに、「ナヒーモフ」の捕獲を図って犬塚助次郎大尉を派遣した。「ナヒーモフ」には艦長や士官数名が留まっており、犬塚は沈没間近として離艦を勧告。この間に「モノマーフ」や「グロムキー」が出現したためこれを砲撃し、「不知火」と追撃行動に移る。「モノマーフ」は降伏し、釜屋は乗員を「佐渡丸」に収容しようとしたが、すでに「ナヒーモフ」の将兵523名を収容していたため手狭であった。釜屋は「満州丸」を呼び寄せ、「モノマーフ」の乗員406名が救助された。
日本海海戦後は海戦で捕獲された海防艦「沖島」（ロシア名「ゲネラル・アドミラル・アプラクシン」）の艦長となり、樺太作戦に参加した。

## 年譜

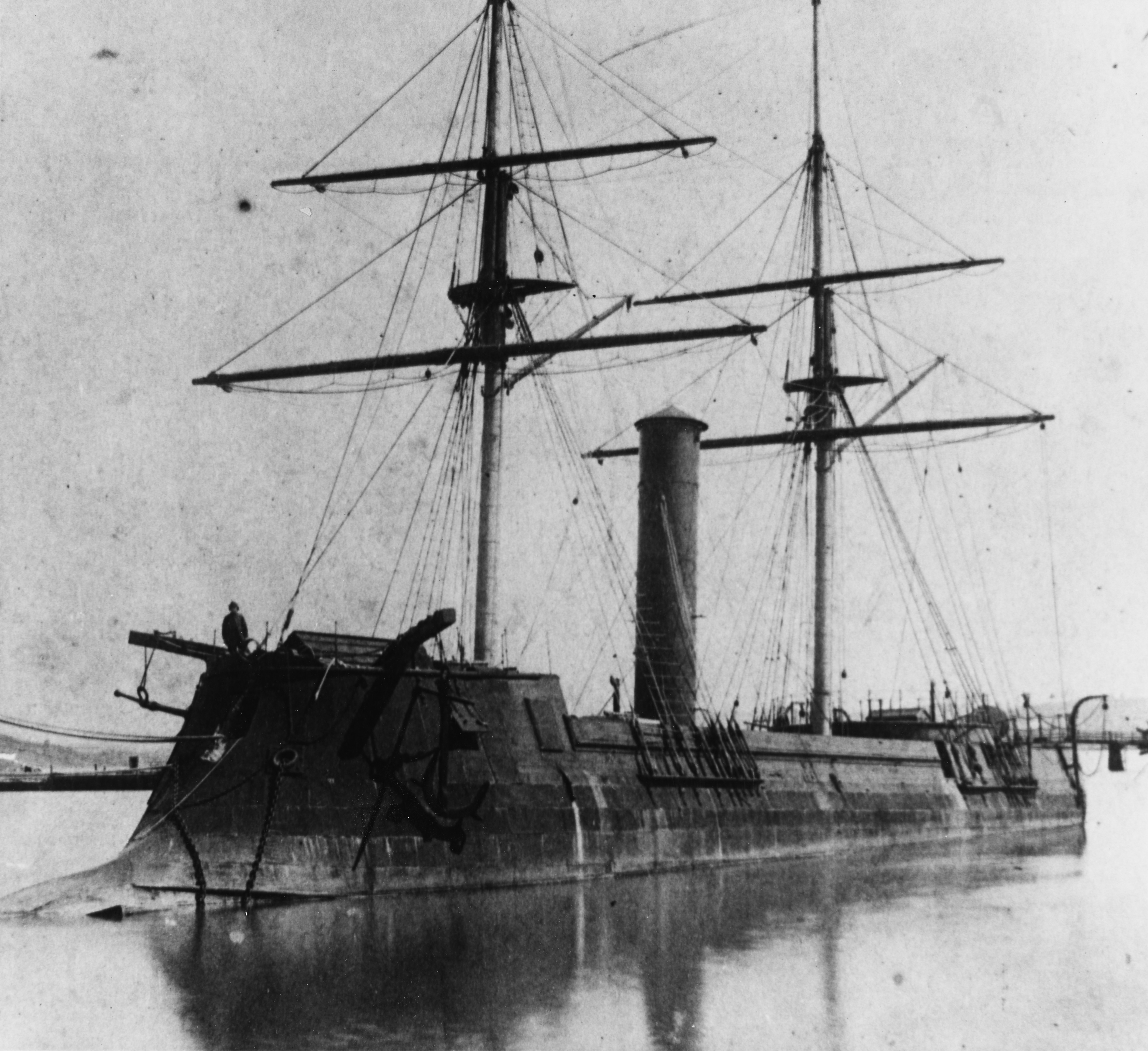
最初に乗組んだ「東艦」

- 1884年（明治17年）12月 - 少尉候補[11]
- 1886年（明治19年）
  - 1月 - 少尉試補
  - 9月 - 少尉
- 1889年（明治22年）8月 - 海軍大尉。海兵水雷術教官
- 1891年（明治24年）7月 - 「比叡」水雷長
- 1892年（明治25年）
  - 7月 - 「迅鯨」分隊長兼教官
  - 12月 – 呉鎮守府長官伝令使
- 1893年（明治26年）5月 - 常備艦隊長官伝令使
- 1894年（明治27年）6月 - 常備艦隊参謀
- 1895年（明治28年）9月 - 「松島」水雷長兼分隊長
- 1896年（明治29年）4月 - 佐世保鎮守府参謀
- 1897年（明治30年）12月 - 少佐、「済遠」副長
- 1898年（明治31年）
  - 9月 - 「平遠」副長
  - 12月 - 「出雲」回航委員
- 1899年（明治32年）9月 - 中佐
- 1900年（明治33年）12月 - 英国より帰着、水雷術練習所教官兼海軍大学校教官
- 1902年（明治35年）10月 - 「冨士」副長
- 1903年（明治36年）11月 - 「龍田」艦長
- 1905年（明治38年）
  - 1月 - 大佐
  - 3月 – 「佐渡丸」艦長
  - 6月 - 「沖島」艦長
  - 12月 - 清国公使館附武官
- 1906年（明治39年）
  - 6月 - 軍令部出仕
  - 10月 - 「日進」艦長
- 1907年（明治40年）8月 - 「出雲」艦長

- 1908年（明治41年）
  - 2月 - 大湊要港部参謀長
  - 4月 - 待命
  - 7月 - 「肥前」艦長
  - 12月 - 佐世保海兵団々長

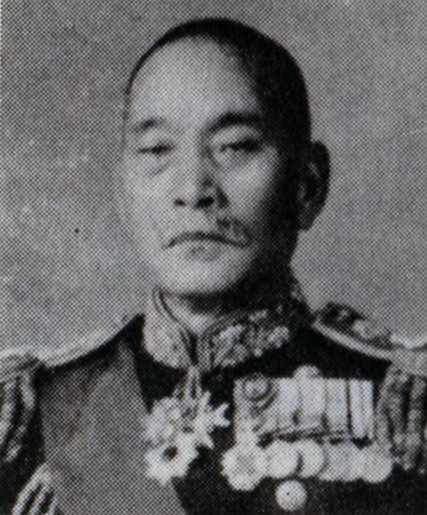
上泉徳弥は釜屋の葬儀で号泣しつつ会葬者に礼を述べた

- 1909年（明治42年）12月 - 横須賀水雷団長
- 1910年（明治43年）12月 - 海軍少将、旅順鎮守府参謀長
- 1911年（明治44年）12月 - 横須賀鎮守府参謀長
- 1912年（明治45年）7月 - 佐世保予備艦隊司令官
- 1913年（大正2年）
  - 4月 - 佐世保鎮守府艦隊司令官
  - 12月 - 馬公要港部司令官
- 1914年（大正3年）12月 - 海軍中将、待命
- 1915年（大正4年）12月1日 - 予備役[13]

## 栄典
位階
- 1887年（明治20年）3月25日 - 正八位[14]
- 1891年（明治24年）12月16日 - 従七位[15]
- 1897年（明治30年）3月1日 - 従六位[16]
- 1899年（明治32年）11月1日 - 正六位[17]
- 1904年（明治37年）11月11日 - 従五位[18]
- 1910年（明治43年）12月10日 - 正五位[19]
- 1915年（大正4年）
  - 1月11日 - 従四位[20]
  - 12月28日 - 正四位[21]

勲章等
- 1889年（明治22年）11月29日 - 大日本帝国憲法発布記念章[22]
- 1895年（明治28年）11月18日 - 勲六等瑞宝章・功五級金鵄勲章[23]・明治二十七八年従軍記章[24]
- 1896年（明治29年）6月26日 - 勲五等双光旭日章[25]
- 1903年（明治36年）5月16日 - 勲四等瑞宝章[26]
- 1905年（明治38年）11月30日 - 勲三等瑞宝章[27]
- 1906年（明治39年）4月1日 - 功四級金鵄勲章・旭日中綬章・明治三十七八年従軍記章[28]
- 1909年（明治42年）4月18日 - 皇太子渡韓記念章[29]
- 1914年（大正3年）5月16日 - 勲二等瑞宝章[30]
- 1915年（大正4年）
  - 11月7日 - 旭日重光章[31]
  - 11月10日 - 大礼記念章[32]
- 1919年（大正8年）12月15日 - 戦捷記章[33]